# Nation 2 Nation
Nation 2 Nation est un maxi de musique électronique produit par Underground Resistance. 
Le saxophoniste des morceaux Big Stone Lake et Nation 2 Nation est Lenny Price.

## Titres
| No  | Titre                 | Durée |
| --- | --------------------- | ----- |
| A1. | Big Stone Lake        | 4:25  |
| A2. | Sometimes I Feel Like | 6:45  |
| A3. | Nation 2 Nation       | 5:13  |
| B1. | Body And Soul         | 5:33  |
| B2. | The Theory (Mind Mix) | 2:25  |
| B3. | 303 Sunset            | 5:02  |